# マヌエル・ディアス・ジュニオル
マヌエル・ディアス・ジュニオル（Manuel Dias Jr. マヌエル・ディアシュ・ジュニオル、1574年 - 1659年3月4日）は、ポルトガルのイエズス会修道士。明末の中国で宣教活動を行った。
中国名は陽瑪諾(Yáng Mǎnuò)。同姓同名の中国宣教師（中国名は李瑪諾、1560-1640）との区別のために「Junior」がつけられる。名は「Emmanuel」とも呼ばれる。姓はスペイン語風に「Diaz」と書かれることもある。

## 略歴
（Leitão (2008) pp.99-103 による）
ディアスはカステロ・ブランコに生まれ、1593年にイエズス会に入会した。コインブラ大学で哲学を学んだ後、1601年にゴアにわたった。1604年または1605年にマカオに着き、6年間そこで哲学と神学を教えた。1610年か1611年にガスパル・フェレイラとともに韶州に向かったが、当時韶州の人々は宣教師に敵対的であったため、南雄に新しい伝道所を築いた。
1613年には北京にあった。1616年にマカオに戻ったところで沈㴶（しんかく）のキリスト教排撃がはじまったため、マカオから出られなくなった。1621年に再び北京に到った。その後中国各地で布教した。1623年にジョアン・ダ・ロシャが死亡すると、その後をついで中国準管区長に就任した。1659年、杭州で没した。

## 主な著作
『天問略』（1615年）は天文学に関する問答で、附録にガリレオ・ガリレイが望遠鏡を使ってさまざまな新発見をしたことを記す。李之藻の叢書『天学初函』に収める。
『（天主降生）聖経直解』（1636年、14巻）は福音書の文句とその注釈である。日曜ごとの説教のときに読みあげるためのものという。
『軽世金書』（1640年?、4巻）は『キリストに倣いて』の中国語訳。
『唐景教碑頌正詮』（1644年、1巻）は大秦景教流行中国碑の解説書。